# Szczuczki (gromada)
Szczuczki (do 31 XII 1961 Łubki) – dawna gromada, czyli najmniejsza jednostka podziału terytorialnego Polskiej Rzeczypospolitej Ludowej w latach 1954–1972.
Gromady, z gromadzkimi radami narodowymi (GRN) jako organami władzy najniższego stopnia na wsi, funkcjonowały od reformy reorganizującej administrację wiejską przeprowadzonej jesienią 1954 do momentu ich zniesienia z dniem 1 stycznia 1973, tym samym wypierając organizację gminną w latach 1954–1972.
Gromadę Szczuczki z siedzibą GRN w Szczuczkach utworzono 1 stycznia 1962 w powiecie bełżyckim w woj. lubelskim w związku z przeniesieniem siedziby gromady Łubki z Łubków do Szczuczek i zmianą nazwy jednostki na gromada Szczuczki; równocześnie, do nowo utworzonej gromady Szczuczki włączono wieś i kolonię Chmielnik oraz wieś Góra ze zniesionej gromady Chmielnik w tymże powiecie.
Gromada przetrwała do końca 1972 roku, czyli do kolejnej reformy gminnej.